# Asahi-Sanbōdai-Schanze
Koordinaten: 44° 6′ 59,8″ N, 142° 35′ 11″ O
Die Asahi-Sanbōdai-Schanze (jap. 朝日三望台シャンツェ, Asahi Sanbōdai shantse) ist eine Schanzenanlage im Ortsteil Asahichō-chūō der Stadt Shibetsu in der japanischen Präfektur Hokkaidō. Die Schanzenanlage verfügt über eine Schanze der Kategorie HS 68 (K 60) und HS 45 (K 40).
Die Sanbōdai-Schanzen wurden im Jahr 1988 in der damaligen kreisangehörigen Stadt Asahi errichtet und sind mit Matten belegt. Die Schanze wird von den Vereinen Asahi Ski und Yukijirushi Megmilk (früher Yukijirushi Nyūgyō, engl. Snow Brand Milk Products) genutzt. Das Molkereiunternehmen ist der Arbeitgeber von japanischen Star-Skispringern wie Takanobu Okabe und Yūta Watase. Für die Werksmannschaft sind die Sanbōdai-Schanzen ein wichtiges Ausbildungszentrum.